# Naldrettit
Naldrettit ist ein selten vorkommendes Mineral aus der Mineralklasse der „Sulfide und Sulfosalze“ mit der chemischen Zusammensetzung Pd2Sb und damit chemisch gesehen Palladiumantimonid, eine Verbindung aus Palladium (Pd) und Antimon (Sb).
Naldrettit kristallisiert im orthorhombischen Kristallsystem und bildet unregelmäßige Körner von bis zu 240 μm Größe von cremig-weißer Farbe.

## Etymologie und Geschichte
Erstmals entdeckt wurde Naldrettit in der Ni-Cu-Co-Pt-Pt-Au-Lagerstätte Mesamax auf der Ungava-Halbinsel in der kanadischen Provinz Québec. Die Analyse und Erstbeschreibung wurde von Louis Jean Cabri, Andrew M. McDonald, C. J. Stanley, Nikolaja Semenowitscha Rudaschewskogo (englisch Rudashevsky, russisch Николая Семеновича Рудашевского), G. Poirier, B. R. Durham, J. E. Mungall und V. N. Rudaschewskogo durchgeführt. Sie benannten das Mineral nach Anthony J. Naldrett, dem ehemaligen Präsident der International Mineralogical Association (1998–2002).
Das Mineralogen-Team sandte seine Untersuchungsergebnisse und den gewählten Namen 2004 zur Prüfung an die International Mineralogical Association (interne Eingangsnummer der IMA: 2004-007), die den Naldrettit als eigenständige Mineralart anerkannte. Die Publikation der Erstbeschreibung erfolgte ein Jahr später im Fachmagazin Mineralogical Magazine.
Die seit 2021 ebenfalls von der IMA/CNMNC anerkannte Kurzbezeichnung (auch Mineral-Symbol) von Naldrettit lautet „Nld“.
Das Typmaterial des Minerals wird in der Mineralogischen Sammlung des Natural History Museum (NHM) in London unter der Katalognummer BM 2004,34 und im Canadian Museum of Nature (ehemals National Museum of Canada; CMN) in Ottawa unter der Katalognummer CNMMN 84397 aufbewahrt.

## Klassifikation
Da der Naldrettit erst 2004 als eigenständiges Mineral anerkannt wurde, ist er in der seit 1977 veralteten 8. Auflage der Mineralsystematik nach Strunz noch nicht verzeichnet.
Im zuletzt 2018 überarbeiteten und aktualisierten Lapis-Mineralienverzeichnis nach Stefan Weiß, das sich im Aufbau noch nach dieser alten Form der Systematik von Karl Hugo Strunz richtet, erhielt das Mineral die System- und Mineral-Nr. II/A.05-107. In der „Lapis-Systematik“ entspricht dies der Klasse der „Sulfide und Sulfosalze“ und dort der Abteilung „Legierungen und legierungsartige Verbindungen“, wo MineralName zusammen mit Arsenopalladinit, Atheneit, Genkinit, Isomertieit, Majakit, Menshikovit, Pseudomertieit (ehemals Mertieit-I), Mertieit (ehemals Mertieit-II), Miessiit, Palladoarsenid, Palladobismutoarsenid, Palladodymit, Polkanovit, Rhodarsenid, Stibiopalladinit, Stillwaterit, Törnroosit, Ungavait, Vincentit, Zaccariniit eine unbenannte Gruppe mit der Systemnummer II/A.05 bildet.
Die von der IMA zuletzt 2009 aktualisierte 9. Auflage der Strunz’schen Mineralsystematik ordnet den Naldrettit ebenfalls in die Abteilung der „Legierungen und legierungsartige Verbindungen“ ein. Diese ist allerdings weiter unterteilt nach den an der Verbindung beteiligten Metallen, so dass das Mineral entsprechend seiner Zusammensetzung in der Unterabteilung „Legierungen von Halbmetallen mit Platin-Gruppen-Elementen (PGE)“ zu finden ist, wo es zusammen mit Palladoarsenid die unbenannte Gruppe 2.AC.25a bildet.
In der vorwiegend im englischen Sprachraum gebräuchlichen Systematik der Minerale nach Dana hat Naldrettit die System- und Mineralnummer 02.04.22.01. Dies entspricht ebenfalls der Klasse der „Sulfide und Sulfosalze“ und dort in die Abteilung der „Sulfidminerale“ ein. Hier ist er als einziges Mitglied in der unbenannten Gruppe 02.04.22 innerhalb der Unterabteilung „Sulfide – einschließlich Seleniden und Telluriden – mit der Zusammensetzung AmBnXp, mit (m+n) : p = 2 : 1“ zu finden.

## Kristallstruktur
Naldrettit kristallisiert im orthorhombischen Kristallsystem in der Raumgruppe Cmc21 (Raumgruppen-Nr. 36) mit den Gitterparametern a = 3,3906 Å, b = 17,5551 Å und c = 6,957 Å sowie acht Formeleinheiten pro Elementarzelle.

## Bildung und Fundorte
Naldrettit ist vergesellschaftet mit Pyrrhotin, Pentlandit, Chalkopyrit, Galenit, Sphalerit, Cobaltit, Clinochlor, Magnetit, Sudburyit, Elektrum und Altait.
Als seltene Mineralbildung konnte Naldrettit nur an wenigen Orten nachgewiesen werden, wobei weltweit bisher rund 20 Vorkommen dokumentiert sind (Stand 2024). Außer an seiner Typlokalität, der Ni-Cu-Co-Pt-Pt-Au-Lagerstätte Mesamax sowie in den nahe gelegenen Lagerstätten  Mequillon und Tootoo auf der Ungava-Halbinsel in Québec, trat das Mineral in Kanada noch in der Vermilion Mine im Denison Township sowie in den Lagerstätten Marathon und Area 41 im Thunder Bay District in Ontario auf.
Weitere bisher bekannte Fundorte sind unter anderem Itabira im brasilianischen Bundesstaat Minas Gerais, die Cu-Ni-PGE-Lagerstätte Yangliuping bei Rongzhag (chinesisch Danba) im Autonomen Bezirk Garzê der chinesischen Provinz Sichuan, das Bergwerk Skouries bei Kassandra (Chalkidiki) und das Gebiet um Korydallos in der Gemeinde Meteora (Thessalien) in Griechenland, das Platinova-Riff in der Skaergaard-Intrusion in der grönländischen Kommuneqarfik Sermersooq, das Dovyren-Hochland nahe Sewerobaikalsk in der russischen Republik Burjatien sowie der Ognit-Komplex im Kreis Uda–Biryusa der Oblast Irkutsk und das Bergwerk Oktyabrsky bei Norilsk in der Region Krasnojarsk in Russland, die Turfspruit Farm bei Mokopane (Mogalakwena) in der südafrikanischen Provinz Limpopo, eine als Sron Gharbh (auch Sron Garbh) bezeichnete Prospektion nahe Fort William and Ardnamurchan im schottischen Highland des Vereinigten Königreichs und ein unbenannter Aufschluss nahe dem West Nottingham Township im Chester County (Pennsylvania) in den Vereinigten Staaten von Amerika.